# Парадокс заощаджень
Парадокс заощаджень (англ. paradox of thrift, англ. paradox of saving, рос. парадокс бережливости) — парадокс в економічній науці описаний американськими економістами Воділом Кетчінгсом (англ. Waddill Catchings) і Вільямом Фостером (англ. William Trufant Foster) та досліджений, зокрема Джоном Мейнардом Кейнсом[джерело?] та Фрідріхом фон Гайєком.

## Зміст парадоксу
Парадокс формулюється таким чином[джерело?]: якщо під час рецесії всі почнуть заощаджувати, то сукупний попит зменшиться, що потягне за собою зменшення зарплат і, як наслідок, зменшення заощаджень. Тобто, можна стверджувати, що коли всі заощаджують, це призводить до зменшення сукупного попиту, та призводить до сповільнення економічного зростання.

### Кейнсіанська модель
З простої кейнсіанської моделі випливало, що для зростання економіки необхідно збільшувати сукупні витрати, які діють подібно до ін'єкцій, та обумовлюють зростання сукупного доходу, до того ж з ефектом мультиплікатора. А все вилучене з потоку витрат мультиплікативно скорочують сукупний дохід, підштовхуючи економіку до рецесії і навіть депресії. Звідси випливав парадоксальний висновок: чим більше економіка зберігає (накопичує), тим бідніше вона стає. (Парадокс полягає в тому, що якщо людина збільшує свої заощадження, то вона стає багатшою, а економіка при збільшенні заощаджень стає біднішою).
Однак похмура картина парадоксу заощаджень присутня тільки в кейнсіанській моделі. У класичній моделі заощадження завжди дорівнюють інвестиціям. Тому, згідно з класичними уявленнями, якщо заощадження збільшуються, то на таку ж величину зростають інвестиції. В результаті скорочення доходу (випуску) не відбувається. Аналогічно, якщо збільшується гранична норма вилучення в результаті зростання будь-якого з видів вилучень, то це компенсується відповідним зростанням ін'єкцій, і величина сукупного випуску не міняється.
Генрі Гацліт звернув увагу на те, що в «Загальній теорії…» Кейнс припустився помилок та неточностей у визначенні поняття «заощадження» та «інвестиції». Зокрема, Кейнс спочатку визначив заощадження та інвестиції в такий спосіб, що вони обов'язково ідентичні і є різними аспектами одного явища. Але згодом Кейнс непомітно відмовляється від цих визначень та будує теорію економічних циклів за умови нерівності заощаджень та інвестицій.
Проста кейнсіанська модель дозволяє показати вихід із рецесії. Таким чинником має стати активне втручання держави в економіку. Не випадково заходи, пропоновані представниками кейнсіанства, отримали назву політики державного регулювання. Кейнс і його послідовники пропонували використовувати для стабілізації економіки фіскальну політику, і в першу чергу, такий її інструмент як зміну величини державних витрат, оскільки це дозволяє безпосередньо, а, отже, в максимальному ступені впливати на сукупний попит і з мультіплікативним ефектом на сукупний випуск і дохід.

### Австрійська модель
Представники Австрійської школи вважають, що заощадження (відмова від споживання теперішніх благ на користь більшого споживання майбутніх) є основою економічного розвитку.

## Застосування
Лауреат Нобелівської премії з економіки Пол Кругман навів парадокс заощаджень як один із аргументів на користь запровадження політики збільшення державних витрат. На його думку, в той час, коли домогосподарства вимушені зменшувати видатки, економіка, для пожвавлення, потребує заміни звичних споживачів урядом — саме уряд має затвердити різноманітні державні програми.
Натомість, на думку конгресмена від штату Техас Рона Пола, справжній добробут може бути створений завдяки заощадженню, обмеженню споживання нинішніх благ для збільшення споживання благ в майбутньому.